# Borchtlombeek
Borchtlombeek is een deelgemeente van de gemeente Roosdaal in het Pajottenland van de provincie Vlaams-Brabant. De gemeente ligt op 17 km ten westen van Brussel. Het dorp bevat ook een gehucht Kattem, dat verbonden is met het Pamelse gehucht Ledeberg. Borchtlombeek was een zelfstandige gemeente tot aan de gemeentelijke herindeling van 1977.

## Geschiedenis
Borchtlombeek behoorde in de Karolingische tijd tot de Brabantgouw, maar vanaf de elfde eeuw, evenals Liedekerke, tot het graafschap Vlaanderen. Kerkelijk behoorde Borchtlombeek in de late middeleeuwen tot het dekenaat Halle, in het aartsdiaconaat Brabant.
Het deel van het dorp dat na de gemeentefusie aan Liedekerke kwam, had in het ancien régime een apart statuut. De Fransen deelden deze neutrale Eygendommen en het eigenlijke Borchtlombeek in bij het Dijledepartement, dat in 1815 de provincie Zuid-Brabant werd.

## Geografie

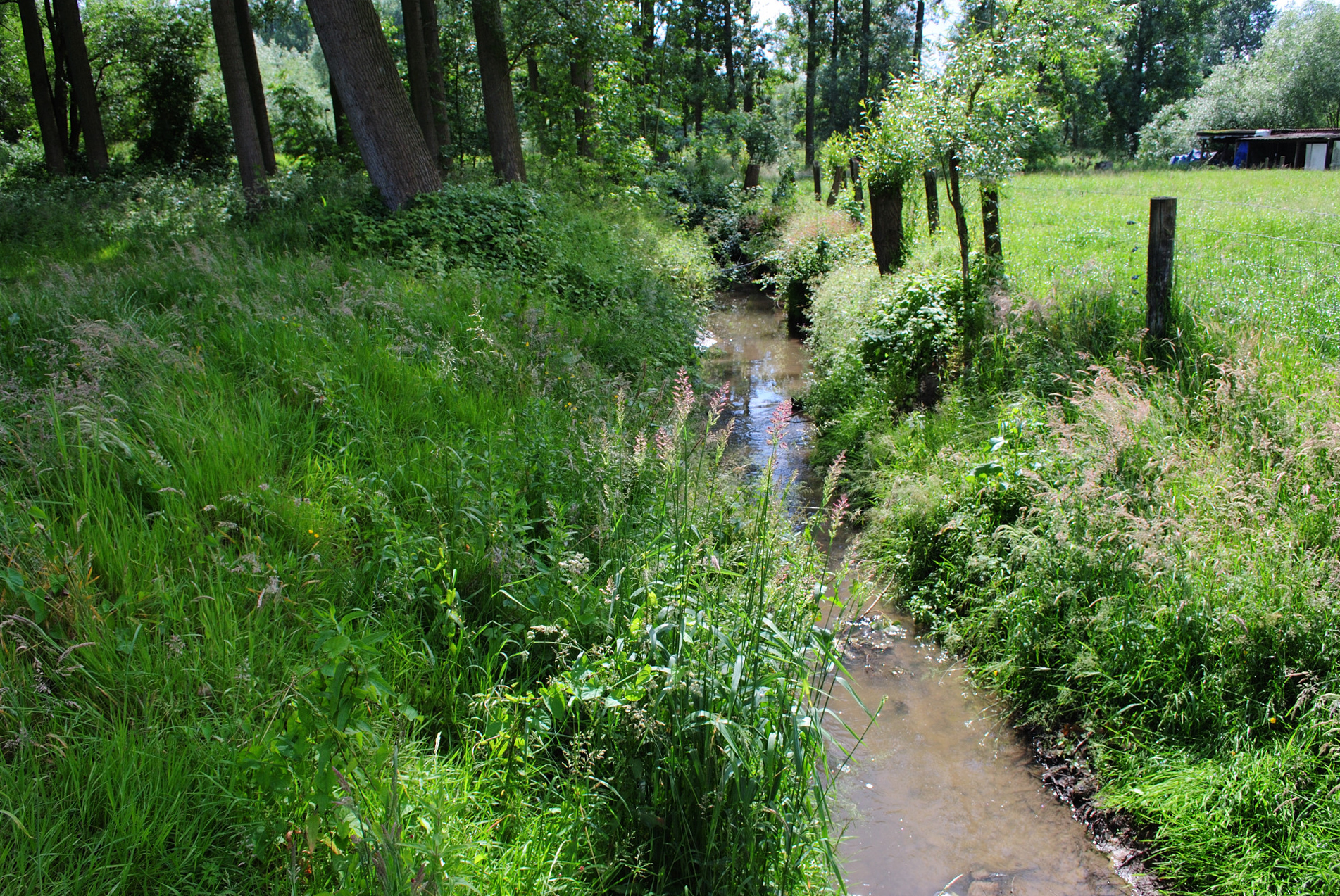
Lombeek

Borchtlombeek heeft een oppervlakte van 5,27 km² waarvan in 1977 4,92 km² naar de gemeente Roosdaal ging en 0,35 km² naar de gemeente Liedekerke.
Borchtlombeek heeft een golvende bodem bestaande uit leem. De waterloop de Lombeek (volgens het NGI: "Lombeekse beek)" passeert door de gemeente. Aan de kerk bedraagt de hoogte 71,5 meter.

## Bezienswaardigheid

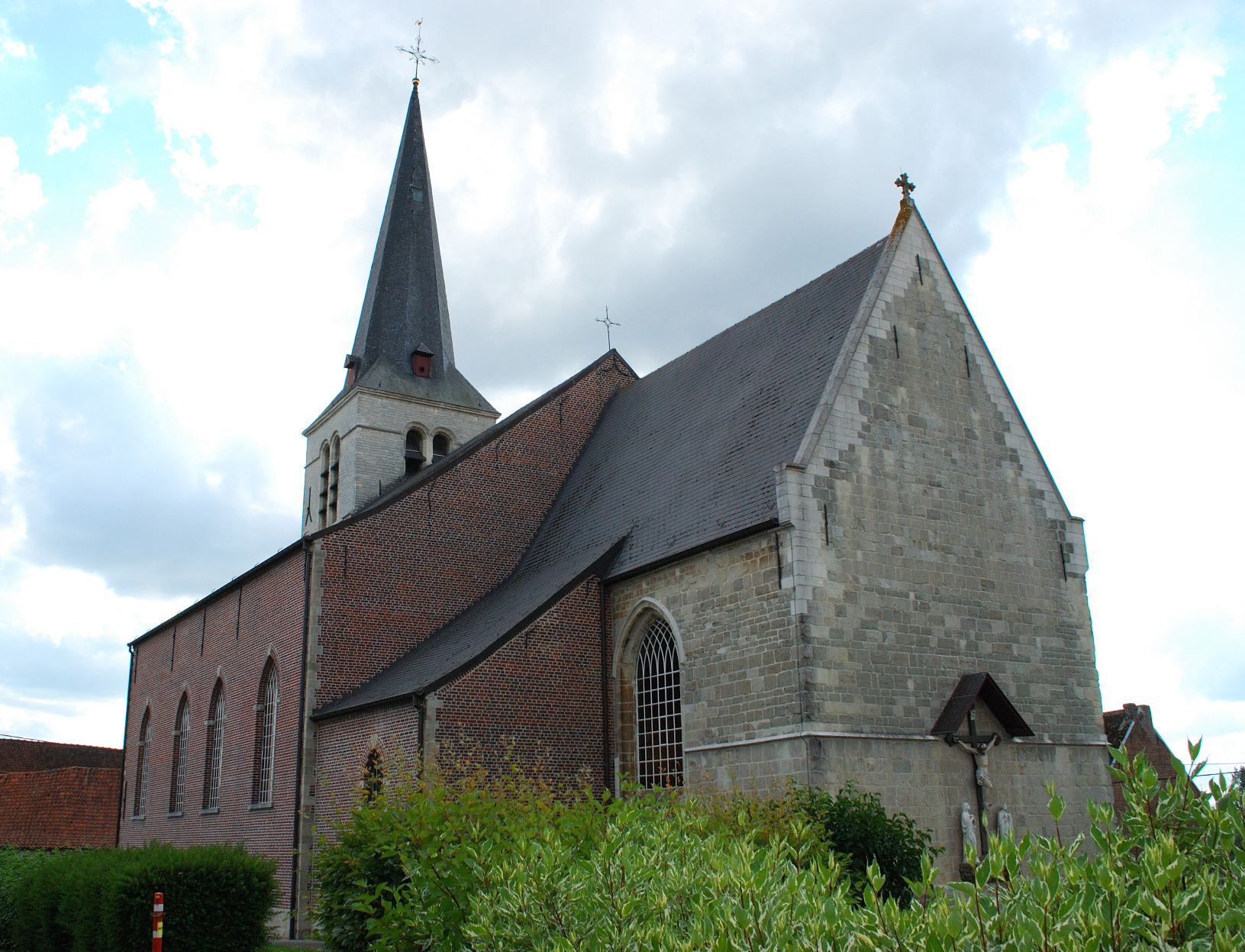
Sint-Amanduskerk, zuid- en oostgevel

- De Sint-Amanduskerk is oorspronkelijk laatgotisch (16de-17de eeuw). Ze onderging in de 19de eeuw een grondige verbouwing, waarbij de aanvankelijk vrijstaande toren in het hoofdgebouw werd opgenomen. P.C. Van Peteghem bouwde het orgel in 1824.
- Het dorp werd vroeger ook wel het 'kapellekesdorp' genoemd, omwille van de vele kapellen die zich in het dorp bevinden.

## Natuur en landschap
Borchtlombeek ligt in het Pajottenland op een hoogte van 25-75 meter.

## Demografische ontwikkeling
- Bronnen:NIS, Opm:1831 tot en met 1970=volkstellingen; 1976 = inwoneraantal op 31 december

## Nabijgelegen kernen
Liedekerke, Kattem, Strijtem, Eizeringen, Wambeek